# Erez Tal
Erez Tal, född 27 juli 1961 i Tel Aviv, är en israelisk programledare för Channel 2. 
Han har bland annat lett programmen Lyckohjulet och Big Brother på israelisk tv. Han är en av programledarna för semifinalerna och finalen av Eurovision Song Contest 2019. 